# Wang Yuanjun
Wang Yuanjun (王元均T, Wáng YuánjūnP; 14 marzo 1996) è un goista taiwanese di grado 9 dan e vincitore di 20 titoli nazionali.

## Biografia
È diventato professionista nel 2007. Nel 2009 è diventato 2 dan ed è arrivato secondo nel Siyuan.
Nel 2010 è arrivato secondo al Qisheng ed è stato promosso 3 dan.
Nel 2011 è arrivato secondo al Siyuan ed è stato promosso 4 dan.
Nel 2012 ha vinto la Zhongzheng Open Cup ed è arrivato secondo nel Wangzuo, nel Siyuan e nella Coppa Haifeng; è stato promosso 5 dan.
Nel 2013 ha vinto la Coppa Haifeng, il Qiwang e lo Youshi Shiduan, mentre è arrivato secondo nello Zhonghuan Qisheng e nel Siyuan. Nel corso dell'anno è stato promosso prima a 6 dan, poi a 7 dan per la vittoria nel Qiwang. A fine anno ha partecipato con la squadra taiwanese alla quarta edizione dei World Mind Games; tra i risultati notevoli c'è stata la sua sconfitta per mano del dilettante russo Ilya Shikshin.
Nel 2014 ha vinto lo Shiduan.
Nel 2015 è arrivato secondo nella Coppa Haifeng.
Nel 2016 ha vinto lo Zhonghuan Qisheng ed è stato promosso 8 dan.
Nel 2017 è arrivato nuovamente secondo nella Coppa Haifeng e ha vinto lo Shiduan.
Nel 2018 è arrivato secondo nella competizione internazionale Kuksu Mountains International Baduk Championship, sconfitto dal sudcoreano Park Jung-hwan, ed è stato promosso 9 dan. Non è riuscito a difendere lo Shiduan, che ha perso contro Xu Haohong.
Nel 2019 è arrivato secondo nella Coppa Haifeng; ha anche partecipato, come rappresentante taiwanese, alla 4ª edizione della Mlily Cup.
Nel 2020 è arrivato secondo nella prima edizione della Coppa UMC, che ha poi vinto l'anno successivo.
Nel 2021 ha vinto lo Zhonghuan Qisheng e la Coppa UMC, mentre è stato sconfitto da Xu Haohong nella finale del Mingren.
Nel 2022 ha perso quattro finali contro Xu Haohong: Tianyuan, Coppa Haifeng, Kuaiqi e Coppa UMC..
Nel 2023 ha vinto la quindicesima edizione della Coppa Haifeng, sconfiggendo in finale Xu Jingen. Successivamente è stato selezionato nella squadra taiwanese ai XIX Giochi asiatici, con cui è andato in competizione nel torneo maschile a squadre insieme a Xu Haohong, Lai Junfu, Lin Junyan, Xu Jiayuan e Xu Jingen. Nel torneo preliminare ha ottenuto quattro vittorie, inclusa quella contro il giapponese Ichiriki Ryō, e due sconfitte, quella contro il sudcoreano Shin Jin-seo e quella contro il cinese Yang Dingxin: in questo modo ha contribuito al passaggio del turno di Taiwan come terza in classifica. In semifinale la squadra taiwanese ha incontrato nuovamente quella cinese, venendo ancora sconfitta per 1-4: Wang è stato nuovamente sconfitto da Yang Dingxin. Nella finale per il bronzo, Taiwan ha nuovamente incontrato il Giappone, ma il risultato è stato ribaltato rispetto alle qualifiche, con il Giappone che ha sconfitto Taiwan 4-1: Wang è stato sconfitto da Ichiriki Ryō.

## Palmarès
| Nazionali           | Nazionali                  | Nazionali                  |
| Tornei              | Vittorie                   | Finalista                  |
| ------------------- | -------------------------- | -------------------------- |
| Mingren             |                            | 1 (2021)                   |
| Qisheng             |                            | 1 (2010)                   |
| Tianyuan            | 6 (2015-2018, 2020-2021)   | 2 (2019, 2022)             |
| Qiwang              | 4 (2013, 2014, 2016, 2019) | 3 (2015, 2017, 2020)       |
| Guoshou             | 1 (2018)                   | 2 (2014, 2019)             |
| Coppa UMC           | 1 (2021)                   | 1 (2020, 2022)             |
| Shiduan             | 2 (2013, 2017)             | 2 (2014, 2018)             |
| Wangzuo             |                            | 1 (2012)                   |
| Coppa Haifeng       | 2 (2013, 2023)             | 4 (2012, 2015, 2017, 2019) |
| Zhongzheng Open Cup | 1 (2012)                   |                            |
| Zhonghuan Qisheng   | 2 (2016, 2021)             | 1 (2013, 2015)             |
| Siyuan              |                            | 4 (2009, 2011-13)          |
| Kuaiqi              | 1 (2020)                   | 1 (2022)                   |
| Internazionali      |                            |                            |
| Tornei              | Vittorie                   | Finalista                  |
| Kuksu Mountains Cup |                            | 1 (2018)                   |
| Totale              | 20                         | 24                         |